# Tomasz Rząsa
Tomasz Mariusz Rząsa [ˈtɔmaʃ ˈʒɔ̃sa] (* 11. März 1973 in Kraków, Polen) ist ein ehemaliger polnischer Fußballspieler.

## Karriere
Seine Karriere begann Rząsa bei Cracovia. Ab 1992 spielte er beim polnischen Zweitligisten Sokół Pniewy. 1994 unterschrieb er bei den Grasshoppers aus Zürich. Eine Saison später wechselte er auf Leihbasis zum FC Lugano. Danach blieb er bis zur Saisonpause der Saison 1996/97 bei den Hoppers, ehe er für den Rest der Saison zu den Berner Young Boys wechselte. Zur Saison 1997/98 wechselte er zu De Graafschap. 1999 wechselte er zu Feyenoord Rotterdam, mit denen er 1999 niederländischer Meister und Sieger der Johan-Cruyff-Schaal wurde. 2002 holte er mit Feyenoord den UEFA-Pokal. Zur Saison 2003/04 wechselte er zu Partizan Belgrad. Eine Saison später ging er zurück in die Niederlande zum SC Heerenveen. Seit der Saison 2005/06 spielt er für ADO Den Haag. Zur Saison 2006/07 wechselte er zum österreichischen Erstligisten SV Ried, wo er dank seiner großen internationalen Erfahrung (WM-Turnier, Champions League, UEFA-Pokal) der erfahrenste Spieler und einer der erfahrensten der ganzen österreichischen Liga war. Er beendete seine Karriere 2008.
Für die polnische Fußballnationalmannschaft spielte er 28 Mal (1 Tor) und nahm mit ihr an der Weltmeisterschaft 2002 teil.
Mittlerweile ist Tomasz Rząsa technischer Direktor beim polnischen Erstligisten Cracovia.

## Erfolge
- Schweizer Meister (1996)
- Schweizer Pokalsieger (1994)
- Niederländischer Meister (1999)
- Niederländischer Supercup (1999)
- UEFA-Cup Sieger (2002)
- WM-Teilnahme (2002)